# 別洛斯托克州

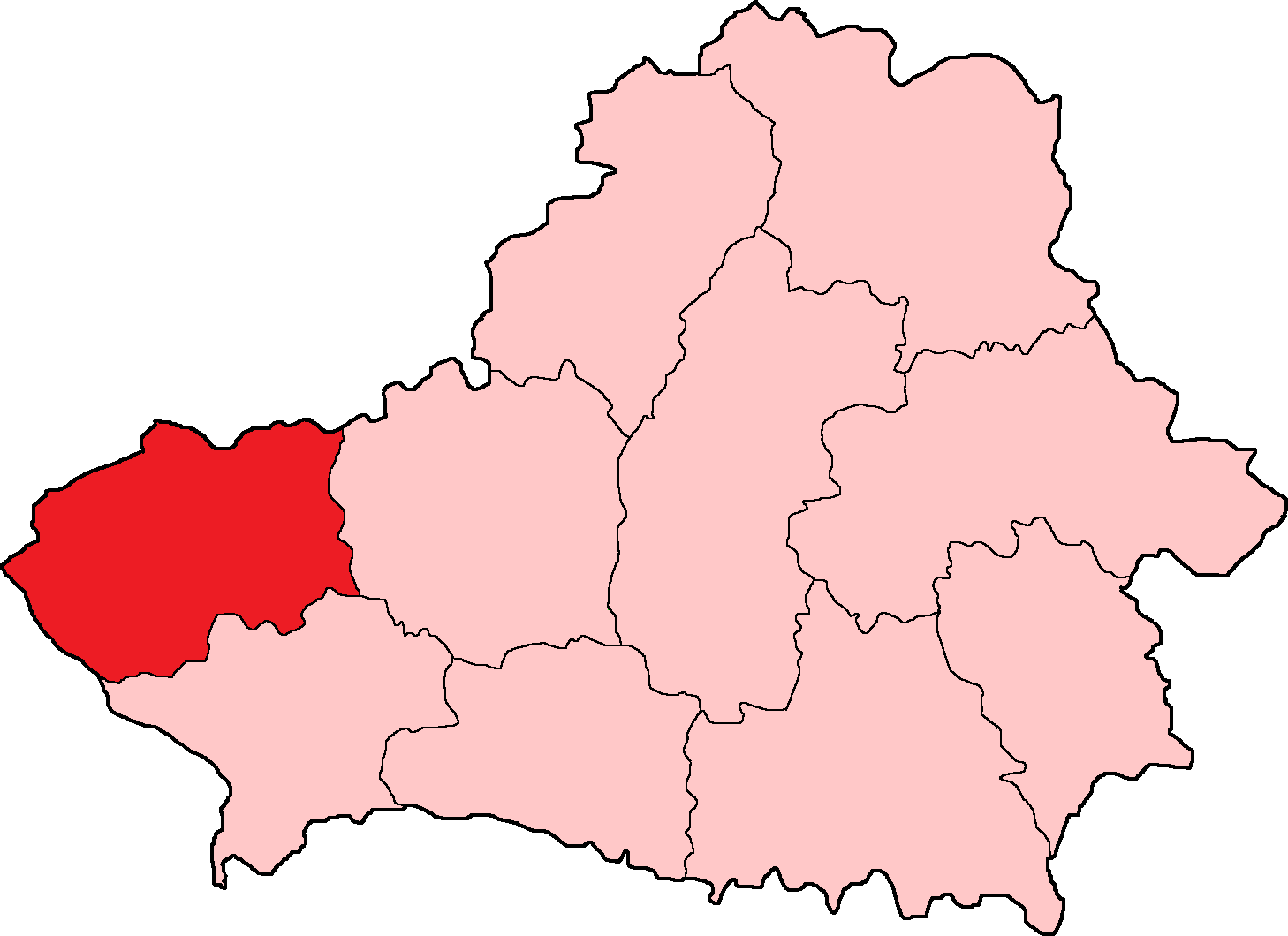
1940年的白俄羅斯，紅色圖塊為別洛斯托克州

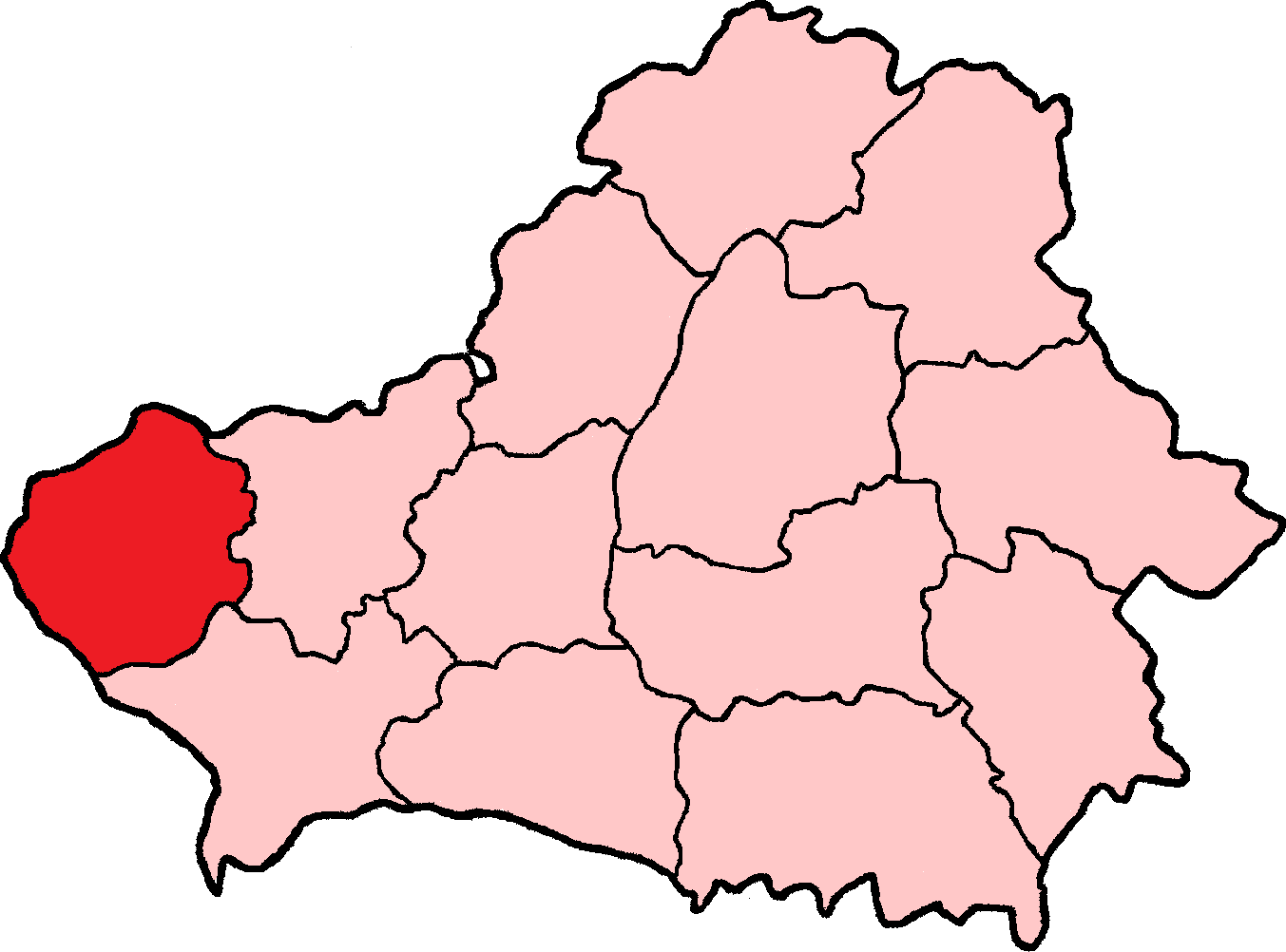
1944年的白俄羅斯，紅色圖塊為別洛斯托克州

別洛斯托克州是蘇聯白俄羅斯蘇維埃社會主義共和國的一個州，位於該加盟共和國的最西部。1939年12月4日蘇聯在波蘭被蘇德瓜分後在原比亞韋斯托克省的土地上建立的。首府別洛斯托克。
根據苏联与波兰于1945年8月16日签订的邊界協定，別洛斯托克州24個縣中的17個县以及布列斯特州的3個縣歸波蘭。餘下的縣歸格羅德諾州。